# Europese Zaken (Nederland)
De staatssecretaris van Europese Zaken in Nederland coördineert het Nederlandse beleid op het gebied van Europese samenwerking. Vanaf het kabinet-Rutte II is er geen staatssecretaris voor Europese Zaken.
De staatssecretaris voor Europese Zaken mag zich in het buitenland minister noemen.
De portefeuille Europese Zaken is ondergebracht bij het ministerie van Buitenlandse Zaken. Sommige politici vinden dat Europese Zaken beter onder het ministerie van Algemene Zaken zou kunnen vallen, omdat de invloed van de Europese Unie op Nederland zodanig direct is dat betere coördinatie met binnenlands beleid nodig is.

## Lijst van staatssecretarissen van Europese Zaken
- Ernst van der Beugel (08-01-1957 tot 22-12-1958)
- Hans van Houten (24-08-1959 tot 24-07-1963)
- Leo de Block (03-09-1963 tot 05-04-1967)
- Isaäc Nicolaas Theodoor Diepenhorst (28-11-1963 tot 14-04-1965)
- Max van der Stoel (22-07-1965 tot 22-11-1966)
- Hans de Koster (12-06-1967 tot 06-07-1971)
- Tjerk Westerterp (17-08-1971 tot 07-03-1973)
- Laurens-Jan Brinkhorst (11-05-1973 tot 08-09-1977)
- Pieter Kooijmans (11-05-1973 tot 19-12-1977)
- Durk van der Mei (28-12-1977 tot 11-09-1981)
- Hans van den Broek (11-09-1981 tot 04-11-1982)
- Wim van Eekelen (05-11-1982 tot 14-07-1986)
- René van der Linden (14-07-1986 tot 09-09-1988)
- Berend-Jan baron van Voorst tot Voorst (27-09-1988 tot 07-11-1989)
- Piet Dankert (07-11-1989 tot 15-07-1994)
- Michiel Patijn (22-08-1994 tot 03-08-1998)
- Dick Benschop (03-08-1998 tot 22-07-2002)
- Atzo Nicolaï (22-07-2002 tot 07-07-2006)
- Frans Timmermans (22-02-2007-23-02-2010)
- Ben Knapen (14-10-2010-05-11-2012)